# 名人・クイーン
名人・クイーン（めいじん・クイーン）とは、小倉百人一首を用いて、一般社団法人全日本かるた協会が定めた規則に則って行う競技である競技かるたにおいて、男性の名人戦、女性のクイーン戦の予選を勝ち抜き、さらに前年の優勝者との対戦に勝利し、男女それぞれに於ける日本一となった者に与えられる称号である。

## 名人位決定戦・クイーン位決定戦
毎年1月上旬に行われている、名人位とクイーン位を決める大会である。昨年に名人位とクイーン位の称号を獲得した者と、予選を勝ち上がった挑戦者が対戦する(例外は後述)。小倉百人一首の第一番歌を詠んだ天智天皇を祀る近江神宮のある、滋賀県大津市の近江勧学館にて行われる。競技には、競技線の内側が他と異なる色になっている特別な畳が用いられる。また、各試合には審判が置かれ、選手に判断を委ねられた場合のみ判定を行う。

### 名人位決定戦

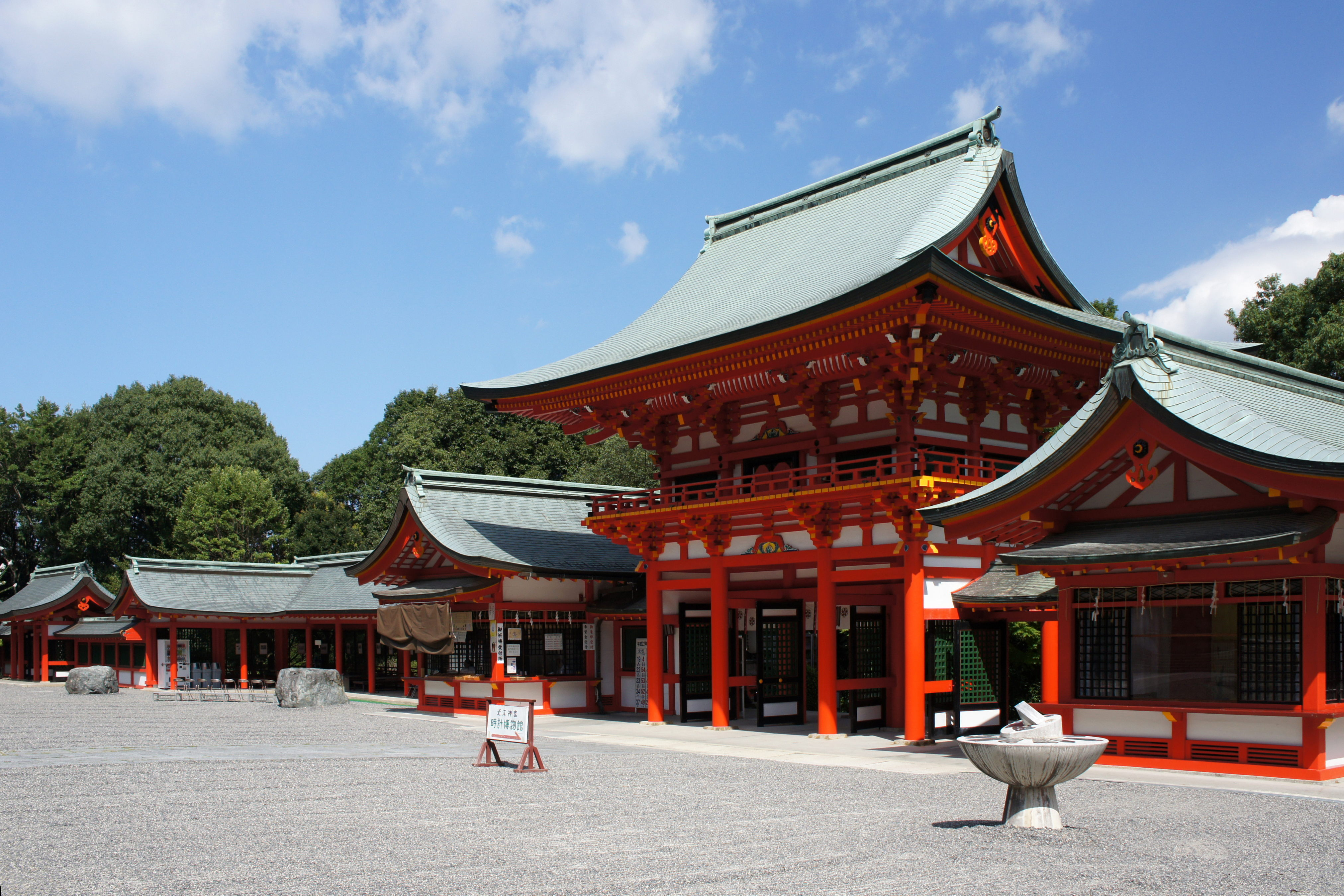
近江神宮楼門

1955年（昭和30年）から実施されている。毎年10月下旬に東西で、A級四段以上の男性を対象に、東日本予選・西日本予選がトーナメント形式で実施される。11月に東日本予選・西日本予選の勝者が挑戦者決定戦の3番勝負を行い、勝者が名人位決定戦の挑戦者となる。翌年1月に名人と挑戦者で名人位決定戦の5番勝負を近江神宮で行い、勝者が名人、敗者は準名人となる。

### クイーン位決定戦
1957年（昭和32年）から実施されている。毎年10月下旬に東西で、A級四段以上の女性を対象に、東日本予選・西日本予選がトーナメント形式で実施される。11月に東日本予選・西日本予選の勝者が挑戦者決定戦の3番勝負を行い、勝者がクイーン位決定戦の挑戦者となる。翌年1月にクイーンと挑戦者でクイーン位決定戦の5番勝負を近江神宮で行い、勝者がクイーン、敗者は準クイーンとなる。以前は「クイン」（長音なし）と称されたこともあったが、その後「クイーン」に統一された。

## 永世名人・永世クイーン
名人を連続5期あるいは通算7期つとめた者には永世名人の称号が与えられる。
クイーンを通算5期つとめた者には永世クイーンの称号が与えられる。
2021年1月9日現在の永世名人・永世クイーンは以下の通り。

### 永世名人
- 正木一郎（10期、1955年-10期）
- 松川英夫（9期、1965年-3期・1970年-1期・1979年-4期・1984年-1期）
- 種村貴史（9期、1985年-8期・1995年-1期）
- 西郷直樹（14期、1999年-14期）

### 永世クイーン
- 堀沢久美子（8期、1977年-8期）
- 渡辺令恵（14期、1988年-3期・1992年-11期)
- 楠木早紀  (10期、2005年-10期)

## 歴代名人・クイーン

### 決定戦の結果
- 以下は、全日本かるた協会主催のもの
（1955年～）。
- ★ : 元名人・クイーンの挑戦者。
- * : 第1期及び名人・クイーンが出場辞退の場合、東日本代表と西日本代表が名人戦・クイーン戦で対戦。
- ― : 実施せず
- 出場選手名の括弧内は所属を示す。
- 背景が色付きの選手はその期の名人位・クイーン位。
  - 桃色の選手は防衛。
  - 橙色の選手は挑戦者の勝利。
  - 白色の選手は準名人または準クイーン。

| 年度 | 名人戦 | 名人戦                                      | 名人戦 | 名人戦                                    | クイーン戦 | クイーン戦                                      | クイーン戦 | クイーン戦                                            | 備考                                                          |
| 年度 | 期     | 名人 (* 挑戦者:西日本代表)                  | 勝敗   | 挑戦者 (* 挑戦者:東日本代表)              | 期         | クイーン (* 挑戦者:西日本代表)                  | 勝敗       | 挑戦者 (* 挑戦者:東日本代表)                          | 備考                                                          |
| ---- | ------ | ------------------------------------------- | ------ | ----------------------------------------- | ---------- | ----------------------------------------------- | ---------- | ----------------------------------------------------- | ------------------------------------------------------------- |
| 1955 | 1      | (* 挑戦者:西日本代表) 鈴木俊夫 （福岡白妙） | 1-4    | (* 挑戦者:東日本代表) 正木一郎 （白妙）   | ―          | ―                                               | ―          | ―                                                     | 7番勝負で実施                                                 |
| 1956 | 2      | 正木一郎 （白妙）                           | 3-0    | 早川喜市 （横浜隼）                       | ―          | ―                                               | ―          | ―                                                     | 5番勝負に変更                                                 |
| 1957 | 3      | 正木一郎 （白妙）                           | 4-0    | 鈴木俊夫 （福岡白妙）                     | 1          | (* 挑戦者:西日本代表) 森脇ゑん子 （大阪暁）     | 1-3        | (* 挑戦者:東日本代表) 天野千恵子 （仙台鵲）           | 名人位決定戦を7番勝負に変更 クイーン位決定戦は5番勝負で実施   |
| 1958 | 4      | 正木一郎 （白妙）                           | 4-0    | 鈴木俊夫 （福岡白妙）                     | 2          | 天野千恵子 （仙台鵲）                           | 1-3        | 森脇ゑん子 （大阪暁）                                 |                                                               |
| 1959 | 5      | 正木一郎 （白妙）                           | 4-2    | 鈴木俊夫 （福岡白妙）                     | 3          | 天野千恵子 （仙台鵲）                           | 1-3        | 大高悦子 （白妙）                                     | 正木 永世名人に                                               |
| 1960 | 6      | 正木一郎 （白妙）                           | 4-1    | 田口忠夫 （白妙）                         | 4          | (* 挑戦者:西日本代表) 土田陽子 （神戸田子の浦） | 1-3        | (* 挑戦者:東日本代表) 天野千恵子 （仙台鵲）           | 大高クイーン 出場辞退                                         |
| 1961 | 7      | 正木一郎 （白妙）                           | 4-1    | 田口忠夫 （白妙）                         | 5          | 天野千恵子 （仙台鵲）                           | 0-3        | 小沢教子 （白妙）                                     |                                                               |
| 1962 | 8      | 正木一郎 （白妙）                           | 3-0    | 田口忠夫 （白妙）                         | 6          | 小沢教子 （白妙）                               | 2-0        | 丹治迪子 （仙台鵲）                                   | 名人位決定戦を5番勝負にに変更 クイーン位決定戦を3番勝負に変更 |
| 1963 | 9      | 正木一郎 （白妙）                           | 4-3    | 山下義 （大阪暁）                         | 7          | 小沢教子 （白妙）                               | 3-2        | 丹治迪子 （仙台鵲）                                   | 名人位決定戦を7番勝負にに変更 クイーン位決定戦を5番勝負に変更 |
| 1964 | 10     | 正木一郎 （白妙）                           | 4-3    | 奥田宏 （白妙）                           | 8          | 小沢教子 （白妙）                               | 3-2        | 石川五倫 （白妙）                                     |                                                               |
| 1965 | 11     | (* 挑戦者:西日本代表) 山下義 （大阪暁）     | 2-4    | (* 挑戦者:東日本代表) 松川英夫 （東京東） | 9          | (* 挑戦者:西日本代表) 宮崎嘉江 （金沢高砂）     | 3-2        | (* 挑戦者:東日本代表) 丹治迪子 （白妙）               | 正木永世名人 出場辞退 小沢クイーン 出場辞退                   |
| 1966 | 12     | 松川英夫 （東京東）                         | 3-2    | 森洋三 （白妙）                           | 10         | 丹治迪子 （白妙）                               | 2-1        | 椿芙美子 （仙台鵲）                                   | 名人位決定戦を5番勝負に変更 クイーン位決定戦を3番勝負に変更   |
| 1967 | 13     | 松川英夫 （東京東）                         | 3-0    | 椿威 （仙台鵲）                           | 11         | 丹治迪子 （白妙）                               | 0-2        | 椿芙美子 （仙台鵲）                                   |                                                               |
| 1968 | 14     | 松川英夫 （東京東）                         | 2-3    | 田口忠夫 （白妙）                         | 12         | 椿芙美子 （仙台鵲）                             | 0-2        | 宮崎嘉江 （金沢高砂）                                 |                                                               |
| 1969 | 15     | 田口忠夫 （白妙）                           | 3-1    | 山下義 （大阪暁）                         | 13         | 宮崎嘉江 （金沢高砂）                           | 2-1        | 沖美智子 （小野田）                                   |                                                               |
| 1970 | 16     | 田口忠夫 （白妙）                           | 2-3    | 松川英夫 （東京東）★                      | 14         | 宮崎嘉江 （金沢高砂）                           | 2-0        | 山下迪子（旧姓：丹治） （大阪暁）★                    |                                                               |
| 1971 | 17     | (* 挑戦者:西日本代表) 川瀬健男 （金沢高砂） | 1-3    | (* 挑戦者:東日本代表) 遠藤健一 （仙台鵲） | 15         | 宮崎嘉江 （金沢高砂）                           | 1-2        | 山下迪子 （大阪暁）★                                  | 松川名人 出場辞退                                             |
| 1972 | 18     | 遠藤健一 （仙台鵲）                         | 3-1    | 山下義 （大阪暁）                         | 16         | 山下迪子 （大阪暁）                             | 1-2        | 沖美智子 （小野田）                                   |                                                               |
| 1973 | 19     | 遠藤健一 （仙台鵲）                         | 0-3    | 川瀬健男 （金沢高砂）                     | 17         | 沖美智子 （小野田）                             | 2-1        | 渡辺登喜子 （白妙）                                   |                                                               |
| 1974 | 20     | 川瀬健男 （金沢高砂）                       | 3-1    | 松川英夫 （東京東）★                      | 18         | 沖美智子 （小野田）                             | 2-0        | 平山芙美子（旧姓：椿） （仙台鵲）★                    |                                                               |
| 1975 | 21     | 川瀬健男 （金沢高砂）                       | 3-1    | 松川英夫 （東京東）★                      | 19         | 沖美智子 （小野田）                             | 2-0        | 東野由美 （小野田）                                   |                                                               |
| 1976 | 22     | 川瀬健男 （金沢高砂）                       | 2-3    | 森洋三 （白妙）                           | 20         | 沖美智子 （小野田）                             | 0-2        | 吉田真樹子 （慶応）                                   |                                                               |
| 1977 | 23     | 森洋三 （白妙）                             | 3-1    | 平田裕一 （大阪暁）                       | 21         | 吉田真樹子 （慶応）                             | 1-2        | 堀沢久美子 （小野田）                                 |                                                               |
| 1978 | 24     | 森洋三 （白妙）                             | 3-0    | 川瀬健男 （大垣むらさき）★                | 22         | 堀沢久美子 （小野田）                           | 2-1        | 鶴谷智子 （吉野）                                     |                                                               |
| 1979 | 25     | 森洋三 （白妙）                             | 2-3    | 松川英夫 （東京東）★                      | 23         | 堀沢久美子 （小野田）                           | 2-0        | 妹尾美枝 （福山）                                     |                                                               |
| 1980 | 26     | 松川英夫 （東京東）                         | 3-0    | 前田秀彦 （白妙）                         | 24         | 堀沢久美子 （小野田）                           | 2-0        | 吉井瑞枝 （ICU若菜）                                  |                                                               |
| 1981 | 27     | 松川英夫 （東京東）                         | 3-1    | 前田秀彦 （白妙）                         | 25         | 堀沢久美子 （小野田）                           | 2-1        | 福田美枝 （福山）                                     | 松川 永世名人に 堀沢 永世クイーンに                           |
| 1982 | 28     | 松川英夫 （東京東）                         | 3-1    | 栗原績 （福井渚）                         | 26         | 堀沢久美子 （小野田）                           | 2-0        | 金山真樹子（旧姓：吉田） （吉野）★                    |                                                               |
| 1983 | 29     | 松川英夫 （東京東）                         | 1-3    | 川瀬健男 （大垣むらさき）★                | 27         | 堀沢久美子 （小野田）                           | 2-0        | 山崎みゆき （福井渚）                                 |                                                               |
| 1984 | 30     | 川瀬健男 （大垣むらさき）                   | 1-3    | 松川英夫 （東京東）★                      | 28         | 堀沢久美子 （小野田）                           | 2-0        | 岸上すみれ （東京東）                                 |                                                               |
| 1985 | 31     | 松川英夫 （東京東）                         | 0-3    | 種村貴史 （慶応）                         | 29         | (* 挑戦者:西日本代表) 北野律子 （九州）         | 2-0        | (* 挑戦者:東日本代表) 渡辺さゆり （仙台鵲）           | 堀沢永世クイーン 出場辞退                                     |
| 1986 | 32     | 種村貴史 （慶応）                           | 3-0    | 牧野守邦 （慶応）                         | 30         | 北野律子 （九州）                               | 2-1        | 岸上すみれ （東京東）                                 |                                                               |
| 1987 | 33     | 種村貴史 （慶応）                           | 3-0    | 望月仁弘 （慶応）                         | 31         | 北野律子 （九州）                               | 2-1        | 中筋規江 （和歌山県協）                               |                                                               |
| 1988 | 34     | 種村貴史 （慶応）                           | 3-1    | 鶴田究 （鹿児島県協）                     | 32         | (* 挑戦者:西日本代表) 山崎みゆき （福井渚）     | 2-0        | (* 挑戦者:東日本代表) 渡辺令恵 （横浜隼）             | 北野クイーン 出場辞退                                         |
| 1989 | 35     | 種村貴史 （慶応）                           | 3-0    | 石沢直樹 （早大）                         | 33         | 渡辺令恵 （横浜隼）                             | 2-0        | 川中裕三子 （東大阪）                                 | 種村 永世名人に                                               |
| 1990 | 36     | 種村貴史 （慶応）                           | 3-1    | 松川英夫 （東京東）★                      | 34         | 渡辺令恵 （横浜隼）                             | 2-0        | 山崎みゆき （福井渚）                                 |                                                               |
| 1991 | 37     | 種村貴史 （慶応）                           | 3-0    | 望月仁弘 （慶応）                         | 35         | 渡辺令恵 （横浜隼）                             | 0-2        | 山崎みゆき （福井渚）                                 |                                                               |
| 1992 | 38     | 種村貴史 （慶応）                           | 3-2    | 中谷昌浩 （福井渚）                       | 36         | 山崎みゆき （福井渚）                           | 0-2        | 渡辺令恵 （横浜隼）★                                  |                                                               |
| 1993 | 39     | 種村貴史 （慶応）                           | 2-3    | 平田裕一 （大阪暁）                       | 37         | 渡辺令恵 （横浜隼）                             | 2-1        | 山崎みゆき （福井渚）★                                | 渡辺 永世クイーンに                                           |
| 1994 | 40     | 平田裕一 （大阪暁）                         | 3-1    | 中谷昌浩 （福井渚）                       | 38         | 渡辺令恵 （横浜隼）                             | 2-1        | 山崎みゆき （福井渚）★                                |                                                               |
| 1995 | 41     | 平田裕一 （大阪暁）                         | 2-3    | 種村貴史 （慶応）★                        | 39         | 渡辺令恵 （横浜隼）                             | 2-0        | 金山真樹子 （吉野）★                                  |                                                               |
| 1996 | 42     | 種村貴史 （慶応）                           | 0-3    | 望月仁弘 （慶応）                         | 40         | 渡辺令恵 （横浜隼）                             | 2-0        | 中村恭子 （横浜隼）                                   |                                                               |
| 1997 | 43     | 望月仁弘 （慶応）                           | 3-0    | 新川彰人 （東大）                         | 41         | 渡辺令恵 （横浜隼）                             | 2-0        | 池田実穂子 （九州）                                   |                                                               |
| 1998 | 44     | 望月仁弘 （慶応）                           | 3-0    | 田口貴志 （横浜隼）                       | 42         | 渡辺令恵 （横浜隼）                             | 2-0        | 山崎みゆき （福井渚）★                                |                                                               |
| 1999 | 45     | 望月仁弘 （慶応）                           | 2-3    | 西郷直樹 （早大）                         | 43         | 渡辺令恵 （横浜隼）                             | 2-0        | 中筋規江 （和歌山県協）                               |                                                               |
| 2000 | 46     | 西郷直樹 （早大）                           | 3-0    | 土田雅 （福井渚）                         | 44         | 渡辺令恵 （横浜隼）                             | 2-0        | 片瀬亮子 （九州）                                     |                                                               |
| 2001 | 47     | 西郷直樹 （早大）                           | 3-0    | 鶴田究 （鹿児島県協）                     | 45         | 渡辺令恵 （横浜隼）                             | 2-1        | 中村恭子 （横浜隼）                                   |                                                               |
| 2002 | 48     | 西郷直樹 （早大）                           | 3-0    | 望月仁弘 （慶応）★                        | 46         | 渡辺令恵 （横浜隼）                             | 2-1        | 齊藤裕理 （京都府協）                                 |                                                               |
| 2003 | 49     | 西郷直樹 （早大）                           | 3-0    | 土田雅 （福井渚）                         | 47         | 渡辺令恵 （横浜隼）                             | 1-2        | 齊藤裕理 （京都府協）                                 | 西郷 永世名人に                                               |
| 2004 | 50     | 西郷直樹 （早大）                           | 3-0    | 土田雅 （福井渚）                         | 48         | 荒川裕理（旧姓：齊藤） （京都府協）             | 2-1        | 吉峰翼 （東京東）                                     |                                                               |
| 2005 | 51     | 西郷直樹 （早大）                           | 3-0    | 土田雅 （福井渚）                         | 49         | 荒川裕理 （京都府協）                           | 0-2        | 楠木早紀 （大分県協）                                 |                                                               |
| 2006 | 52     | 西郷直樹 （早大）                           | 3-0    | 前田秀彦 （府中白妙）                     | 50         | 楠木早紀 （大分県協）                           | 2-0        | 上野玲 （京都府協）                                   |                                                               |
| 2007 | 53     | 西郷直樹 （早大）                           | 3-0    | 土田雅 （福井渚）                         | 51         | 楠木早紀 （大分県協）                           | 2-0        | 鋤納麻衣子 （大阪暁）                                 |                                                               |
| 2008 | 54     | 西郷直樹 （早大）                           | 3-1    | 三好輝明 （福井渚）                       | 52         | 楠木早紀 （大分県協）                           | 2-0        | 山下恵令 （東京明静）                                 |                                                               |
| 2009 | 55     | 西郷直樹 （早大）                           | 3-1    | 岸田諭 （篠山）                           | 53         | 楠木早紀 （大分県協）                           | 2-0        | 池上三千代 （東京東）                                 | 楠木 永世クイーンに                                           |
| 2010 | 56     | 西郷直樹 （早大）                           | 3-2    | 三好輝明 （福井渚）                       | 54         | 楠木早紀 （大分県協）                           | 2-0        | 吉峰翼 （東京東）                                     |                                                               |
| 2011 | 57     | 西郷直樹 （早大）                           | 3-2    | 川崎文義 （福井渚）                       | 55         | 楠木早紀 （大分県協）                           | 2-0        | 山下恵令 （東京明静）                                 |                                                               |
| 2012 | 58     | 西郷直樹 （早大）                           | 3-2    | 三好輝明 （福井渚）                       | 56         | 楠木早紀 （大分県協）                           | 2-0        | 本多恭子 （大津あきのた）                             |                                                               |
| 2013 | 59     | (* 挑戦者:西日本代表) 岸田諭 （篠山）       | 3-0    | (* 挑戦者:東日本代表) 千代間大和 （早大） | 57         | 楠木早紀 （大分県協）                           | 2-0        | 本多未佳 （石川県協）                                 | 西郷永世名人 出場辞退                                         |
| 2014 | 60     | 岸田諭 （篠山）                             | 3-0    | 須藤恭平 （巣鴨学園）                     | 58         | 楠木早紀 （大分県協）                           | 2-0        | 山添百合 （京都府協）                                 |                                                               |
| 2015 | 61     | 岸田諭 （篠山）                             | 3-1    | 春野健太郎 （東大）                       | 59         | (* 挑戦者:西日本代表) 山添百合 （京都府協）     | 0-2        | (* 挑戦者:東日本代表) 坪田翼（旧姓：吉峰） （東京東） | 楠木永世クイーン 出場辞退                                     |
| 2016 | 62     | 岸田諭 （篠山）                             | 1-3    | 川崎文義 （福井渚）                       | 60         | 坪田翼 （東京東）                               | 2-0        | 本多恭子 （大津あきのた）                             |                                                               |
| 2017 | 63     | 川崎文義 （福井渚）                         | 3-0    | 三好輝明 （福井渚）                       | 61         | 坪田翼 （東京東）                               | 0-2        | 鶴田紗恵 （九州）                                     |                                                               |
| 2018 | 64     | 川崎文義 （福井渚）                         | 3-2    | 粂原圭太郎 （京大）                       | 62         | 鶴田紗恵 （九州）                               | 1-2        | 山下恵令 （東京明静）                                 |                                                               |
| 2019 | 65     | 川崎文義 （福井渚）                         | 2-3    | 粂原圭太郎 （京大）                       | 63         | 山下恵令 （東京明静）                           | 3-2        | 森田真央 （杉並）                                     | クイーン位決定戦を5番勝負に変更                               |
| 2020 | 66     | 粂原圭太郎 （京大）                         | 3-2    | 岸田諭 （篠山）★                          | 64         | 山下恵令 （東京明静）                           | 2-3        | 本多恭子 （大津あきのた）                             |                                                               |
| 2021 | 67     | 粂原圭太郎 （京大）                         | 3-0    | 自見壮二朗 （福岡）                       | 65         | 本多恭子 （大津あきのた）                       | 0-3        | 山添百合 （京都小倉）                                 |                                                               |
| 2022 | 68     | 粂原圭太郎 （京大）                         | 1-3    | 川瀬将義 （三島せせらぎ）                 | 66         | 山添百合 （京都小倉）                           | 3-0        | 矢野杏奈 （慶應）                                     |                                                               |
| 2023 | 69     | 川瀬将義 （三島せせらぎ）                   | 3–2    | 粂原圭太郎 （京大）★                      | 67         | 山添百合 （京都小倉）                           | 3–0        | 三笘成 （福岡）                                       |                                                               |
| 2024 | 70     | 川瀬将義 （三島せせらぎ）                   | 3-0    | 堀本秋水 （東大）                         | 68         | 山添百合 （京都小倉）                           | 1-3        | 井上菜穂 （早稲田）                                   |                                                               |
| 2025 | 71     | 川瀬将義 （三島せせらぎ）                   | 0–3    | 自見壮二朗                                | 69         | 井上菜穂                                        | 1–3        | 矢島聖蘭                                              |                                                               |

### 1955年以前の名人戦結果（参考）
- 以下は全日本かるた協会成立以前のもの。

| 年度 | 名人戦 | 名人戦               | 名人戦 | 名人戦             | 備考                             |
| 年度 | 期     | 名人                 | 勝敗   | 挑戦者             | 備考                             |
| ---- | ------ | -------------------- | ------ | ------------------ | -------------------------------- |
| 1952 | 1      | 鈴山透（京都浅芽生） | 4-0    | 林栄木（古河明静） | 東日本、西日本の両かるた連盟共同 |
| 1953 | ―      | 鈴山透（京都浅芽生） | 中止   | 林栄木（古河明静） |                                  |
| 1955 | 2      | 鈴山透（京都浅芽生） | 3-2    | 林栄木（古河明静） | 日本かるた連盟主催               |

### 主な記録
- 連続名人位 : 西郷直樹(13期連続・46-58期)
- 連続クイーン位 : 渡辺令恵(11期連続・36-46期)
- 名人位決定戦連勝 : 西郷直樹(27連勝・45期3回戦-53期3回戦)
- クイーン位決定戦連勝 : 楠木早紀(20連勝・49期1回戦-58期2回戦)
- 最年少名人位 : 西郷直樹(20歳・45期)
- 最年少クイーン位 : 楠木早紀(15歳・49期)

## 参考資料
- “大会ニュース2005”. 全日本かるた協会 (2005年12月30日). 2021年4月26日閲覧。
- “大会ニュース2006”. 全日本かるた協会 (2007年4月11日). 2021年4月26日閲覧。